# Portret Cosima I. Medičejskega
'Portret Cosima I. Medičejskega' je slika italijanskega umetnika Agnola di Cosima, znanega kot Bronzino, dokončana leta 1545. V položaju dvornega slikarja Medičejcev je bil Bronzino avtor več portretov velikega vojvode Cosima I. Medičejskega. Na tem portretu je Cosimo predstavljen v svojih mladih letih, ukazovalen in ponosen; in če citiramo Giorgia Vasarija, »oblečen z belim oklepom in roko nad čelado«. Ugotovljeno je bilo, da je bila naslikana v edičejski vili Poggio a Caiano leta 1545.
Bronzinov portret prikazuje vojvodo Cosima I. po velikem diplomatskem triumfu. Cosimo se je končno znebil španske garnizije, ki je bila tam nameščena od zgodnjih 1530-ih, ko sta se papež Klemen VII. (Giulio de' Medici) in cesar Svetega rimskega cesarstva Karel V. dogovorila, da bodo Firence postale cesarska vojvodina, ki jo bodo vodili Medičejci. Karel V. je namestil garnizije v Firencah, da bi domnevno zaščitil svojega prvega vojvodo, Alessandra de Medici, pred tistimi, ki bi se lahko uprli proti njemu ali mu kako drugače naredili škodo. Vendar je bil Cosimo I. razočaran pod nadzorom španskih čet in leta 1543 je vojvoda v zameno za denarno plačilo Karlu V. (slednji je potreboval sredstva za boj proti protestantom v severni Evropi) dosegel evakuacijo garnizij, nameščenih v Firencah.
Bronzino in njegova delavnica sta naslikala približno 25 le malo različnih različic portreta.

## Sezna različic
| Št. Simon Version | Leto             | Slika | Mere            | Vnos in naslov kataloga                              | Zbirka                                    |
| ----------------- | ---------------- | ----- | --------------- | ---------------------------------------------------- | ----------------------------------------- |
| 8.                | 1543-1545        |       | 74 x 58 cm      | ritratto di Cosimo I de' Medici                      | Galerija Uffizi                           |
| 12.               | okoli 1545       |       | 76 x 59 cm      | Portrait of Cosimo I de' Medici in armour            | Narodni muzej Poznań                      |
| 19.               | okoli 1545       |       | 86.0 x 66.8 cm  | Cosimo I de' Medici in armour                        | Umetnostna galerija Novega Južnega Walesa |
| 14.               | okoli 1545       |       | 76.5 x 59 cm    | Cosimo de Medici in Armour                           | Muzej Thyssen-Bornemisza                  |
| 23.               | 1545 ali kasneje |       | 101.6 x 77.8 cm | Cosimo I de’Medici                                   | Muzej umetnosti Toledo                    |
| 16.               | 1546-1548        |       | 77.5 x 60.2 cm  | ritratto di Cosimo I de' Medici                      | Galerija Palatina, palača Pitti           |
| 24.               | 1546-1550        |       | 105 x 87 cm     | ritratto di Cosimo I de' Medici                      | Tesoro dei Granduchi                      |
| 20.               | okoli 1550       |       | 94.8 x 65.2 cm  | Portrait of Cosimo I Grand Duke of Tuscany           | Gemäldegalerie Alte Meister (Kassel)      |
| 21.               | 1572             |       | 95.9 x 70.5 cm  | Cosimo I de' Medici (1519–1574)                      | Metropolitanski muzej umetnosti           |
| 26.               |                  |       | 181 x 103 cm    | Portrait of Gran Ducby Cosimo I de’ Medici in Armour | Museo Nazionale di Palazzo Mansi          |